# مصدر ضوء السنكروترون الوطني II
إن مصدر ضوء السنكروترون الوطني-II 
(بالإنكليزية :
National Synchrotron Light Source II ) في مختبر بروكهافن الوطني (BNL) في أبتون ، نيويورك هو مرفق بحثي وطني للعلماء والباحثين ممول بشكل أساسي من قبل مكتب العلوم التابع لوزارة الطاقة الأمريكية (DOE). الإسم المختصر لهذا السنكروترون (معجل إلكترونات) NSLS-II هو أحد مصادر الضوء السنكروتروني الأكثر تقدمًا في العالم، وهو مصمم لإنتاج أشعة سينية  أكثر سطوعًا بـ 10000 مرة من مصدر الضوء الأصلي لـ BNL ، والذي يسمى مصدر ضوء السنكروترون الوطني (NSLS). بني الالسنكروترون الثاني بعد نهاية خدمة السنكروترون الأول. يـدعم السنكروترون الثاني NSLS-II البحوث الأساسية والتطبيقية في مجال أمن الطاقة ، وبحوث متقدمة لتركيب المواد وتصنيعها ، و بحوث البيئة ، وكذلك بحوث متعلقة بصحة الإنسان.
السنكروترون NSLS-II عبارة عن حلقة تخزين إلكترونات متطورة ومتوسطة الطاقة (تبلغ طاقة الإلكترونات فيها 3 مليارات إلكترون فولت). يتيح المختبر دراسة خصائص المواد ووظائفها بدقة نانوية وحساسية رائعة من خلال توفير إمكانات رائدة عالميًا للتصوير بالأشعة السينية، وتحليل الطاقة عالي الدقة. المرفق مفتوح للباحثين من الأوساط الأكاديمية والصناعية.
يحفز مصدر ضوء السينكروترون الوطني-II التطورات الرئيسية في تقنيات الطاقة الجديدة مثل خلايا الوقود القائمة على الحفاز النانوي ، والاستخدام الاقتصادي للطاقة الشمسية ، والموصلات الفائقة في درجة الحرارة العالية ، وفي شبكة كهربائية عالية السعة وموثوقية عالية ، وأنظمة التخزين الكهربائية المتقدمة للنقل وتسخير الطاقة المتجددة . 

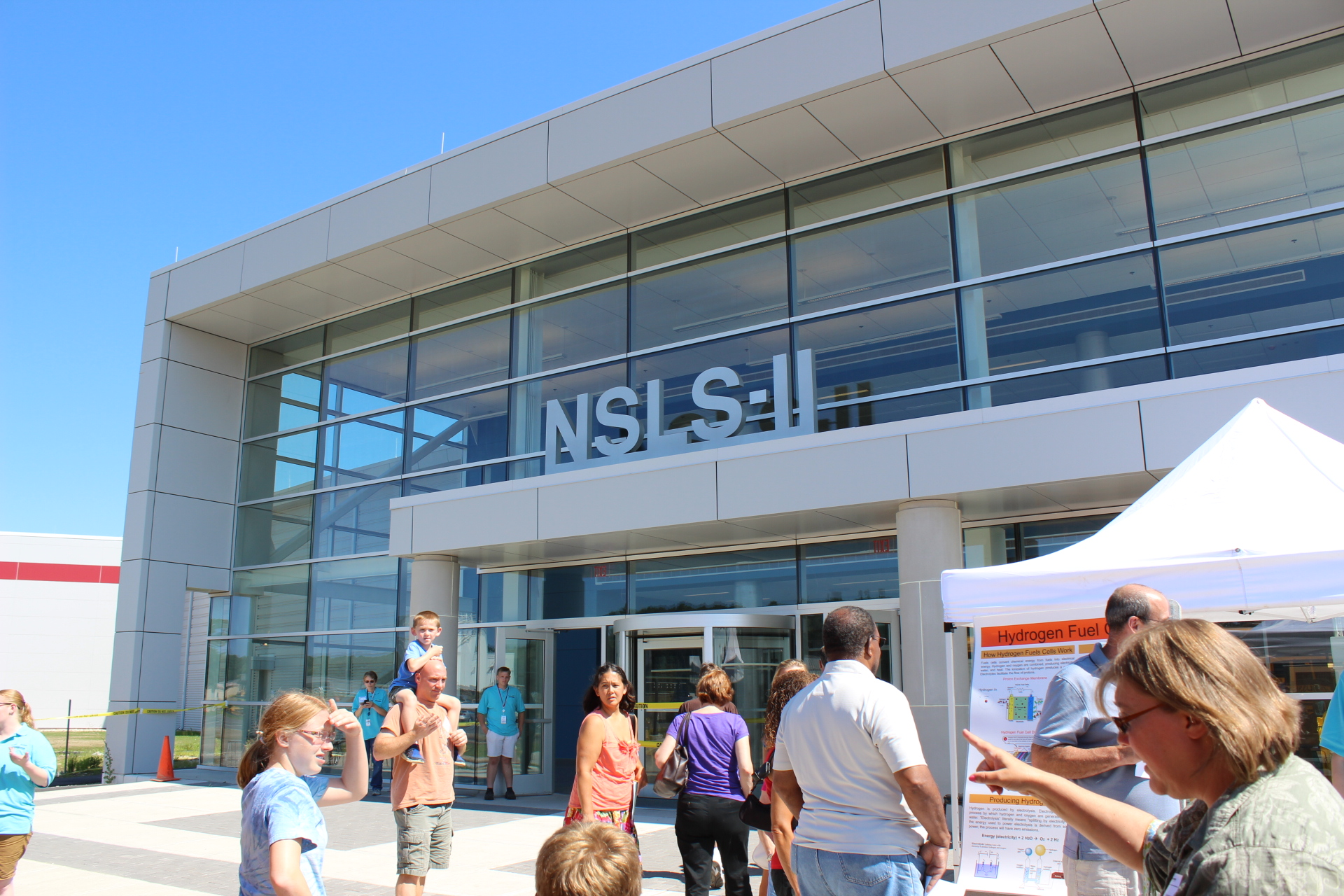
الجزء الخارجي من مرفق National Synchrotron Light Source II ، تم التقاطه في 22 يوليو 2012 خلال جولة عامة في مختبر بروكهافن الوطني "أيام الأحد الصيفية".

## المستخدمون والشركاء

### المستخدمون
في عام 2017 خدم المصدر NSLS-II أكثر من 1000 باحث ("مستخدمين") من المختبرات الأكاديمية والصناعية والحكومية في جميع أنحاء العالم. يمكن لأي باحث مؤهل تقديم اقتراح تمت مراجعته من قِبل المشرفين لاستخدام NSLS-II في تجاربه.

### الشركاء
شركاءالمختبر NSLS-II من المؤسسات العامة والخاصة لتمويل بناء وتشغيل بعض خطوط الأشعة الخاصة به. تشمل شركائه مركز BNL للمواد النانوية الوظيفية والمعهد الوطني للمعايير والتكنولوجيا ، من بين العديد من المؤسسات الأخرى. مصدر ضوء السينكروترون الوطني-II مفتوح دائمًا لمشاركين جدد .

## خطوط الأشعة
يحتوي المختبر NSLS-II حاليًا على 29 خط إشعاع (محطات للتجارب) مفتوحة لبحوث الباحثين المستخدمين.  عند اكتمال المختبر سيكون لدى NSLS-II ما لا يقل عن 58 خط أشعة قيد التشغيل.
يتم تجميع خطوط الأشعة في NSLS-II في خمسة برامج علمية وهي في مجالات : تشتت الأشعة السينية عالية الطاقة ، والتحليل الطيفي ، والتصوير والفحص المجهري ، والبيولوجيا الهيكلية، وتشتت الأشعة السينية منخفضةالطاقة والتحليل الطيفي ، والتشتت المعقد. تقوم هذه البرامج بتجميع خطوط الحزم الضوئية (الحزم الضوئية تشمل أطيافا مختلفة منتقاة بين الأشعة تحت الحمراء إلى الأشعة السينية الشديدة) والتي تقدم أنواعًا متشابهة من تقنيات البحث لدراسة خواص وبنية المادة.

### تشتت الأشعة السينية العالية الطاقة والتحليل الطيفي
- 6-BM: قياس المواد (BMM)
- 7-BM: امتصاص سريع للأشعة السينية وتشتت (QAS)
- 8-ID: التحليل الطيفي للقشرة الداخلية (ISS)
- 27-ID: حيود الأشعة السينية عالية الطاقة (HEX) (قيد الإنشاء)
- 28-ID-1: دالة توزيع الأزواج (PDF)
- 28-ID-2: حيود الأشعة السينية في المساحيق (XPD)

### التصوير والفحص المجهري
- 3-أي دي: فحوص الاشعة السينية عالية الطاقة لعينات من تقنية النانو (HXN)
- 4-BM: مسبار متألق للأشعة السينية (XFM)
- 5-ID: التحليل الطيفي للأشعة السينية بدقة متناهية الصغر (SRX)
- 8-BM: التحليل الطيفي لامتصاص الأشعة السينية بطاقات مختلفة (TES)
- 9-ID: تصوير حيود المواد الصلبة (CDI) (قيد الإنشاء)
- 18-ID: تصوير كامل بالأشعة السينية (FXI)

### علم الأحياء الإنشائي
- 16-ID: تشتت الأشعة السينية في أحياء علوم الحياة (LIX)
- 17-ID-1: خط أشعة التصوير البلوري الجزيئي الكبير الأوتوماتيكي (AMX)
- 17-ID-2: التصوير البلوري للجزيئات الضخمة للتركيز الدقيق على الحدود (FMX)
- 17-BM: البصمة بالأشعة السينية للمواد البيولوجية (XFP)
- 19-ID: مختبر حيوي ميكروبيولوجي (NYX)

### تشتت الأشعة السينية و التحليل الطيفي
- 2-ID: تشتت الأشعة السينية منخفضة الطاقة(SIX)
- 7-ID-1: التحليل الطيفي منخفض الطاقة والعطاء 1 (SST-1)
- 7-ID-2: التحليل الطيفي منخفض الطاقة والعطاء 2 (SST-2)
- 21-ID-1: التحليل الطيفي الإلكتروني ARPES (ESM-ARPES)
- 21-أي دي: مطيافية ميكروسكوبية بالإلكترونات Electron Spectro-Microscopy XPEEM (ESM-XPEEM)
- 22-IR-1: مطيافية الأشعة تحت الحمراء السنكروترونية (FIS)
- 22-IR-2: التحليل الطيفي المغنطيسي ، و Ellipsomentry ، والمطياف البصري المحسوب بالوقت (MET)
- 23-ID-1: تشتت الأشعة السينية المتوازية منخفضة الطاقة (CSX)
- 23-ID-2: في المختبر التحليل الطيفي للأشعة السينية (IOS)
- 29-ID-1: المسبار النانوي منخفض الطاقة بالأشعة السينية (SXN) (قيد الإنشاء)
- 29-ID-2: NanoARPES و NanoRIXS (ARI) (قيد الإنشاء)

### التشتت المعقد
- 4-ID: دراسات الأشعة السينية المتكاملة المستقرة والرنين (ISR)
- 10-ID: تشتت الأشعة السينية منخفضة الطاقة (IXS)
- 11-ID: تشتت الأشعة السينية العالية الطاقة (CHX)
- 11-BM: تشتت المواد المعقدة (CMS)
- 12-ID: بحوث مواد نصف موصلات (SMI)

## معلمات حلقة التخزين
مصدر ضوء السينكروترون الوطني-II عبارة عن حلقة تخزين إلكترونية ذات طاقة متوسطة (طاقة الإكترونات تبلغ 3.0 GeV (جيجا إلكترون فولت)) مصممة لإنتاج فوتونات بمتوسط سطوع طيفي مرتفع يتجاوز 10 21 فوتون في الثانية في نطاق طاقة 2-10 keV (كيلو إلكترون فولت) بكثافة تدفق تتجاوز 10 15 فوتون / الثانية في جميع نطاقات الأطياف. يتطلب هذا الأداء أن تدعم حلقة التخزين شعاع إلكترون عالي التيار (يصل إلى 500 مللي أمبير) مع خرج أفقي صغير جدًا (يصل إلى 0.5 nm-rad) والانبعاثات الرأسية (8 pm-rad). شعاع الإلكترون يكون مستقرا في موضعه (<10٪ من حجمه) ، وبزاوية (<10٪ من تباعد اشعته) ، وتصل دقة تناسقه(<10٪) ، وتغير شدته ( في حدود ± 0.5٪).

### تخزين حلقة شبكية
تتكون شبكة حلقة التخزين في NSLS-II من 30 خلية ثنائية الانحناء (DBA) يمكنها استيعاب 58 خطًا شعاعيًا على الأقل لتجارب الباحثين ، موزعة حسب نوع المصدر على النحو التالي:
- 15 ممرًا منخفضًا لمعرّف بيتا للمموج أو المتذبذبات فائقة التوصيل
- 12 مخارج مستقيمة معرف بيتا، إما للموجات أو لمتذبذبات التخميد
- 31 منفذًا BM توفر مصادر النطاق العريض التي تغطي نطاقات الأشعة تحت الحمراء و الأشعة فوق البنفسجية VUV ، والأشعة السينية منخفضة الطاقة. يمكن بدلاً من ذلك استبدال أي من هذه المنافذ بمنفذ 3PW الذي يغطي نطاق الأشعة السينية العالية الطاقة.
- 4 منافذ BM على فجوة كبيرة (90 مم) ثنائيات أقطاب للأشعة تحت الحمراء البعيدة جدًا.